# Machadinho d'Oeste
Machadinho d'Oeste est une municipalité brésilienne située dans l'État du Rondônia.